# Samú Costa
Samuel „Samú“ de Almeida Costa (* 27. November 2000 in Aveiro) ist ein portugiesischer Fußballspieler, der als defensiver Mittelfeldspieler für den La-Liga-Verein RCD Mallorca und die portugiesische Nationalmannschaft spielt.

## Karriere

### Verein
Costa wurde in Aveiro geboren und spielte in der Jugend für Beira-Mar, Gafanha, Palmeiras FC de Braga und Sporting Braga. Sein Debüt für B-Mannschaft von Sporting Braga gab er am 2. November 2019 in einem Spiel gegen GD Bragança in der dritthöchsten Spielklasse. Er spielte einmal für die A-Mannschaft Bragas in der Primeira Liga, als er am 25. Juli 2020 bei einem 2:1-Heimspielsieg gegen den FC Porto zur Halbzeit eingewechselt wurde.
Am 10. September 2020 wurde Costa für die Saison 2020/21 an UD Almería in die spanische Segunda División ausgeliehen, wo er siebzehn Tage später beim 2:0-Auswärtssieg gegen CD Lugo sein Debüt gab. Am 11. Juni wurde er, nachdem er zu regelmäßigen Einsätzen gekommen war, wurde er fest verpflichtet und unterzeichnete einen Fünfjahresvertrag. Costa half den Andalusiern beim Aufstieg in die La Liga und gab am 14. August 2022 sein Debüt in der ersten Liga, als er bei der 1:2-Heimniederlage gegen Real Madrid in der Startelf stand. Am 23. September verlängerte er seinen Vertrag bis 2029. Als Stammspieler konnte er mit Almería 2022/23 knapp den Klassenerhalt sichern.
Am 10. August 2023 wechselte Costa zu RCD Mallorca und unterzeichnete einen Fünfjahresvertrag.

### Nationalmannschaft
Costa war Jugendnationalspieler Portugals und kam für die U19, U20 und U21-Auswahlmannschaften seines Heimatlandes zum Einsatz. Am 12. Oktober 2024 gab Costa sein Debüt für die portugiesische A-Nationalmannschaft beim 3:1-Sieg gegen Polen in einem Spiel der UEFA Nations League, als er für Bernardo Silva eingewechselt wurde.

## Erfolge
- UEFA-Nations-League-Sieger: 2025
- Aufstieg in die Primera División: 2021 (UD Almería)